# Emblema de Bielorrusia
El emblema de Bielorrusia (en bielorruso: Дзяржаўны герб Рэспублікі Беларусь; en ruso: Государственный герб Республики Беларусь), que reemplazó el escudo de armas histórico (Pahonia) en un referendo celebrado en 1995, presenta una cinta con los colores de la bandera nacional bielorrusa, un mapa de Bielorrusia, espigas de trigo y una estrella roja. Es a veces conocido como el escudo de armas de Bielorrusia, lo que en términos heráldicos es inexacto ya que el emblema no respeta las reglas de la heráldica tradicional (véase Heráldica socialista). El emblema es una alusión al usado por la República Socialista Soviética de Bielorrusia, diseñado por I.I. Dubasov en 1950, cuando Bielorrusia formaba parte de la Unión Soviética. Los elementos del emblema, que recuerdan a los tiempos del comunismo, también son usados por las naciones de Macedonia del Norte, Tayikistán y Uzbekistán (estos sin elementos reminiscentes del socialismo como la estrella roja) y la autoproclamada República Moldava Transnistria.

## Descripción

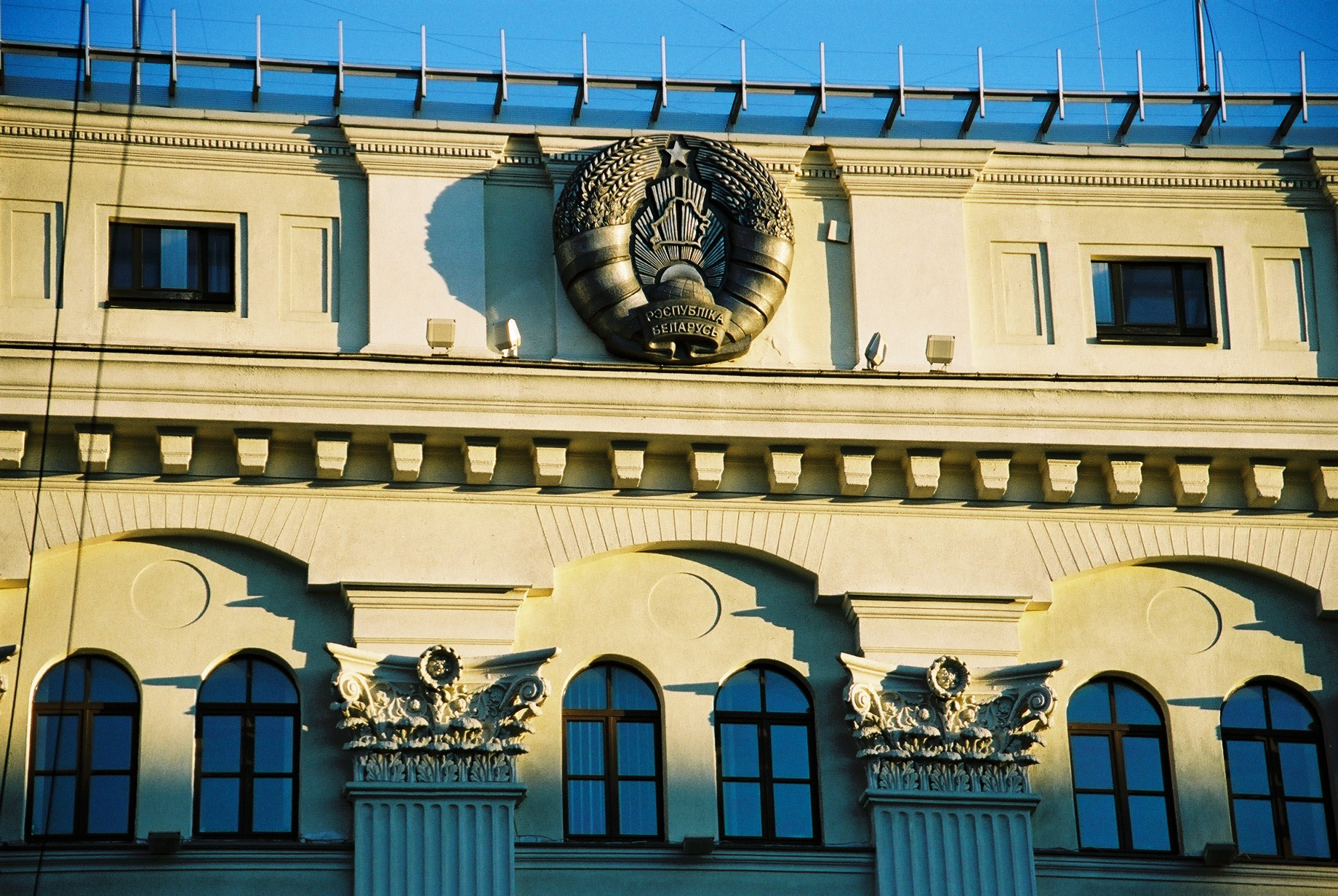
El emblema de Bielorrusia en un edificio de Minsk, capital del país.

### Diseño
En el centro del emblema se encuentra un contorno verde del mapa de Bielorrusia, sobrepuesto a los rayos de un sol dorado. El sol está parcialmente cubierto por un globo terráqueo, con la masa continental (parte de Eurasia) en morado y el agua en azul. Bordeando los lados izquierdo y derecho del emblema hay tallos de trigo (uno de los principales cultivos de la agricultura bielorrusa), sobrepuestos con flores. Unos tréboles adornan los tallos de trigo de la izquierda, mientras que flores de lino adornan la parte derecha. Envolviendo los tallos de trigo hay una cinta roja y verde, los colores de la bandera de Bielorrusia; la cinta sobresale en la base del emblema, donde el nombre República de Bielorrusia (Рэспублiка Беларусь) está inscrito en dorado en bielorruso. En la parte superior del emblema aparece una estrella roja de cinco puntas. No se conoce el diseñador del emblema.

### Simbolismo
Los elementos que componen el emblema estatal no están atados a ningún simbolismo "oficial". Se ha sugerido que el emblema indica la "adherencia histórica del pueblo bielorruso al trabajo constructivo, su confianza en el triunfo de la justicia y el logro de un lugar respetable en la comunidad mundial". El diseño del emblema de la RSS de Bielorrusia fue usado como base para el actual emblema bielorruso; la principal diferencia entre los dos es que el emblema de la RSS de Bielorrusia contiene referencias al comunismo, como el símbolo comunista de la hoz y el martillo así como la estrella roja; mientras el emblema moderno sustituye la hoz y el martillo por una silueta del país, manteniendo la estrella roja.

### Legislación

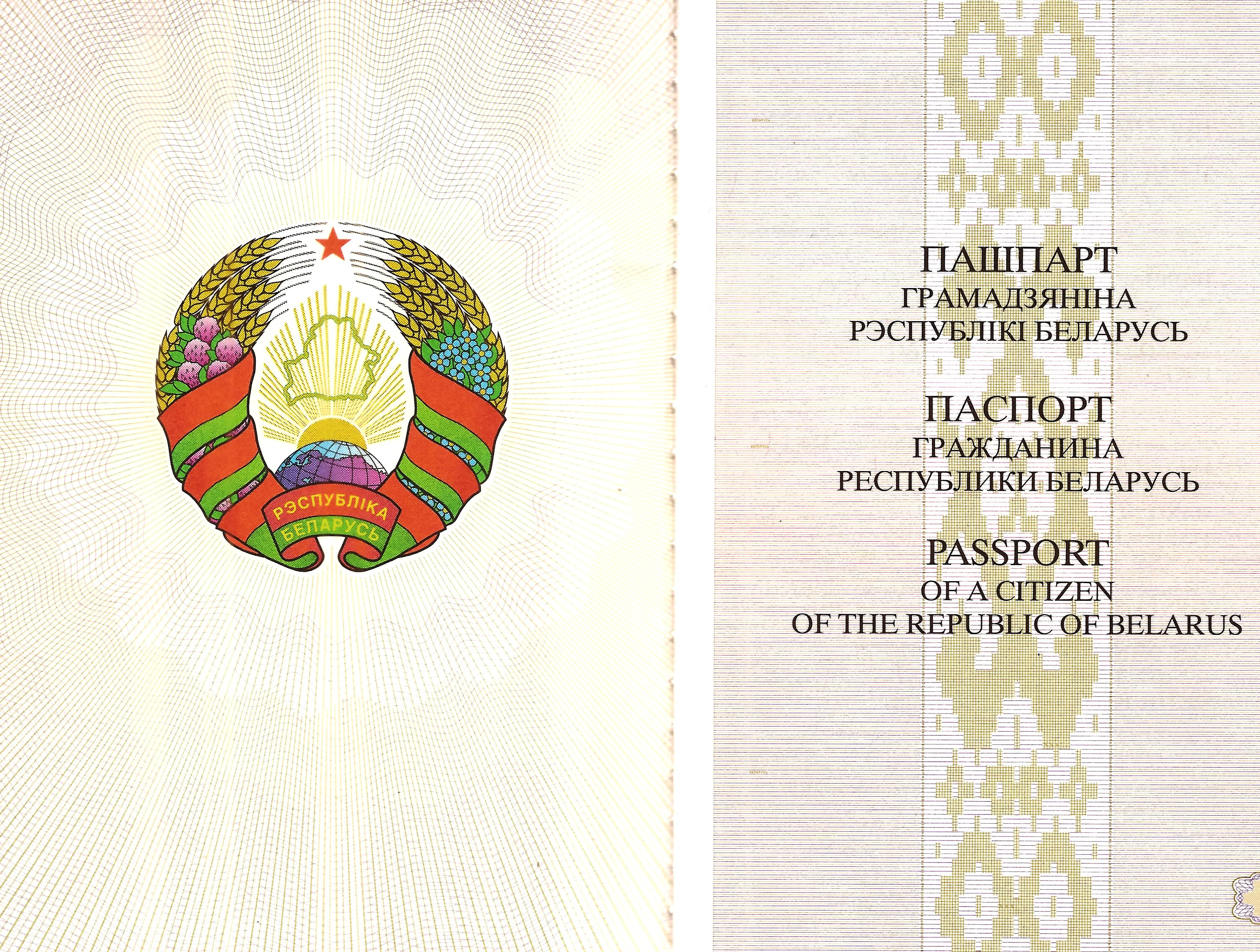
Pasaporte bielorruso mostrando el emblema nacional a la izquierda.

La ley actual que regula el diseño y uso del emblema bielorruso fue aprobada el 5 de julio de 2004. El Artículo 9 del Capítulo 3 de la Ley N.º 301-3 comienza describiendo el dibujo oficial del emblema bielorruso y regula su adecuado diseño. Oficialmente, el emblema puede dibujarse a todo color, monocromo o usando dos colores. El Artículo 10 declara que el emblema nacional debe mostrarse en emplazamientos especificados de forma continua, como en las residencias del presidente de Bielorrusia, la cámara de la Asamblea Nacional de Bielorrusia y en los ministerios gubernamentales de niveles nacional y regional. El emblema también puede usarse en documentos expedidos por el Gobierno bielorruso, incluyendo dinero, pasaportes y membretes oficiales.
La ley también limita el uso del emblema en otros contextos. Por ejemplo, las ciudades, pueblos u óblasts no deben adoptar un escudo de armas o emblema usando una parte de o el emblema nacional al completo. Además, las organizaciones no enumeradas en la Ley sobre los Símbolos Estatales pueden solo utilizar el emblema con permiso. El emblema puede usarse tanto por extranjeros como por nacionales de Bielorrusia, siempre que el símbolo se muestre con respeto, aunque los ciudadanos no pueden usar el emblema estatal en membretes o en tarjetas profesionales si no son funcionarios o realizan algún tipo de función gubernamental.
Además de los usos estándares enumerados en la ley, el emblema ha sido usado en varias otras circunstancias. El emblema se muestra, junto con la bandera nacional, al inicio y al final de un videoclip con el himno nacional del país, My belarusy, reproducido con regularidad en la televisión estatal de Bielorrusia. Otro uso del emblema es en las urnas y en el correo electoral durante las elecciones nacionales y locales. El emblema también aparece en los puestos fronterizos, ya que Bielorrusia comparte fronteras con Rusia, Polonia, Ucrania, Letonia y Lituania.

## Historia

### Pahonia

Sello de Narimunt Gediminovich, príncipe de Pólatsk, 1338
Caballero en el sello del Gran Duque de Lituania Segismundo I Kęstutaitis, 1432
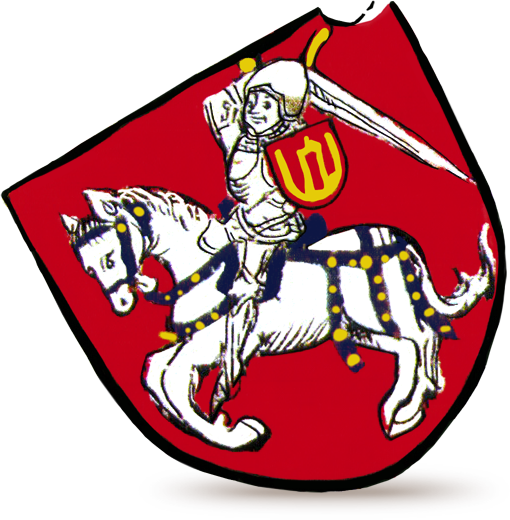
Pahonia en el Codex Bergshammar, hacia 1435
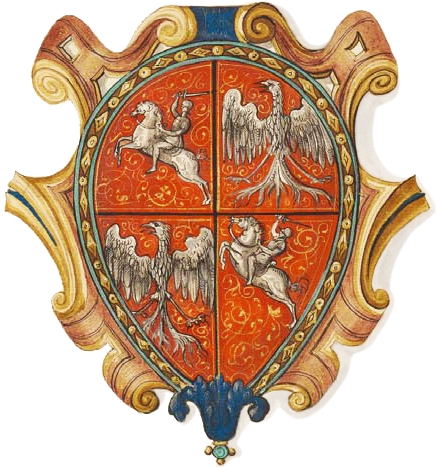
Escudo de la República de las Dos Naciones después de la Unión de Lublin, 1569
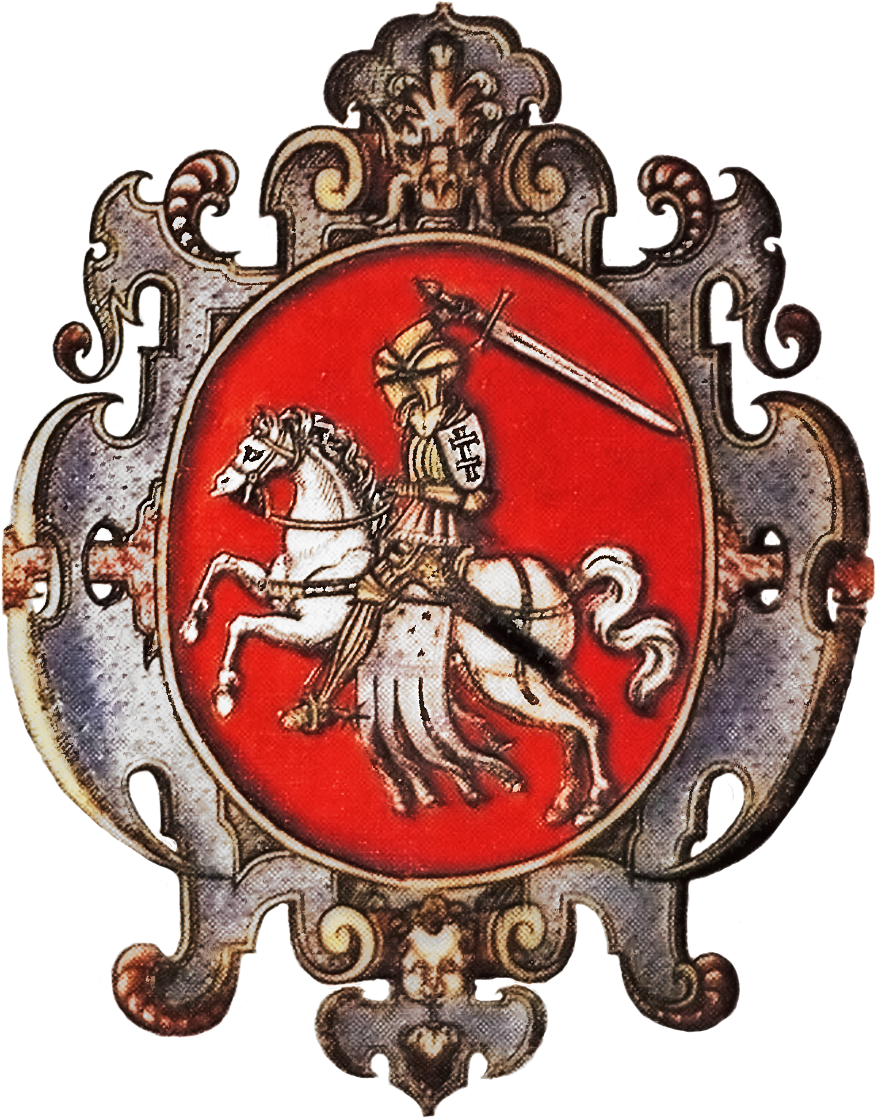
Escudo del Gran Ducado de Lituania. 1575
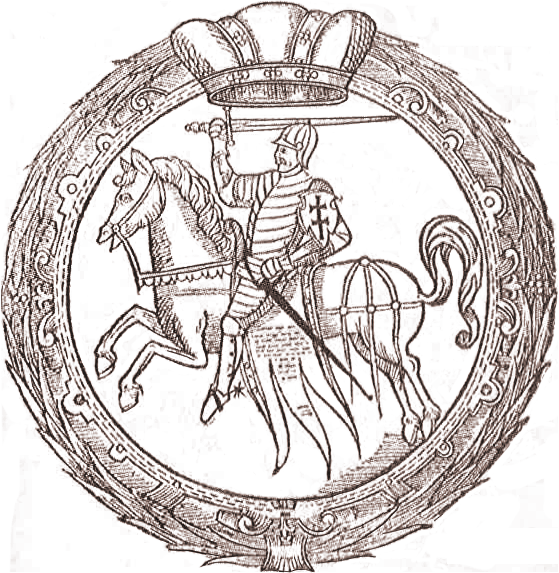
Pahonia de Estatutos de Lituania. 1588
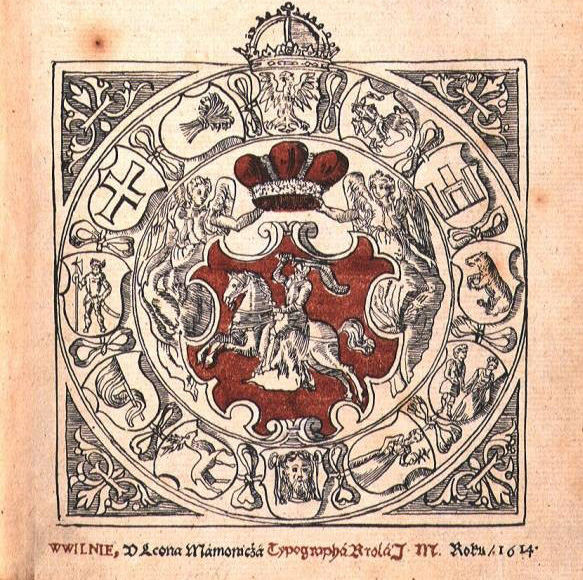
Pahonia de Estatutos de Lituania. Edición 1614
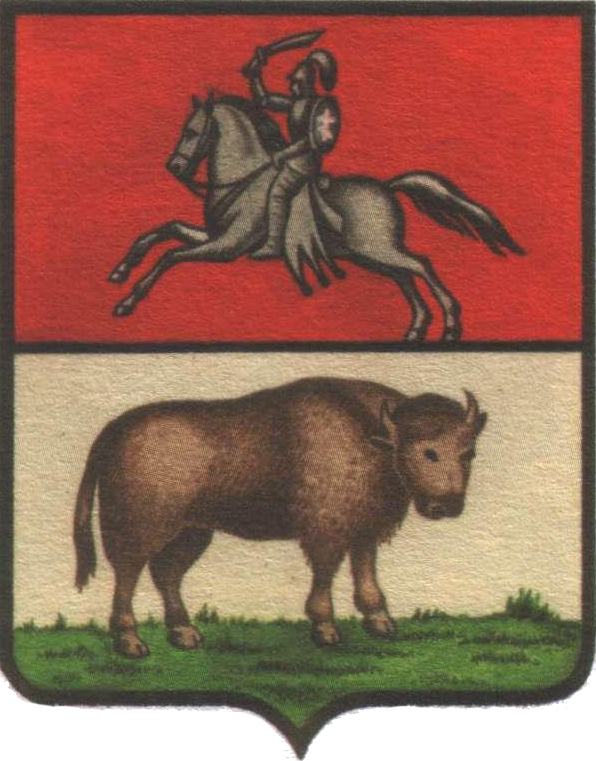
Escudo de la Gobernación de Grodno. 1802–1845
Escudo de la Gobernación de Polotsk. 1781
Escudo de la Gobernación de Vítebsk. 1856
Escudo de la Gobernación de Vilna. 1878
Bielorrusia en el Imperio ruso. 1882
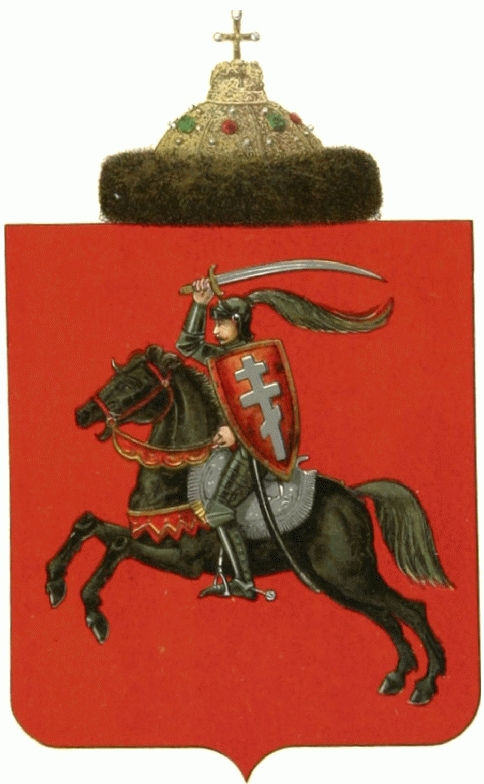
Escudo de armas de los príncipes de Polotsk en el Imperio ruso. 1882
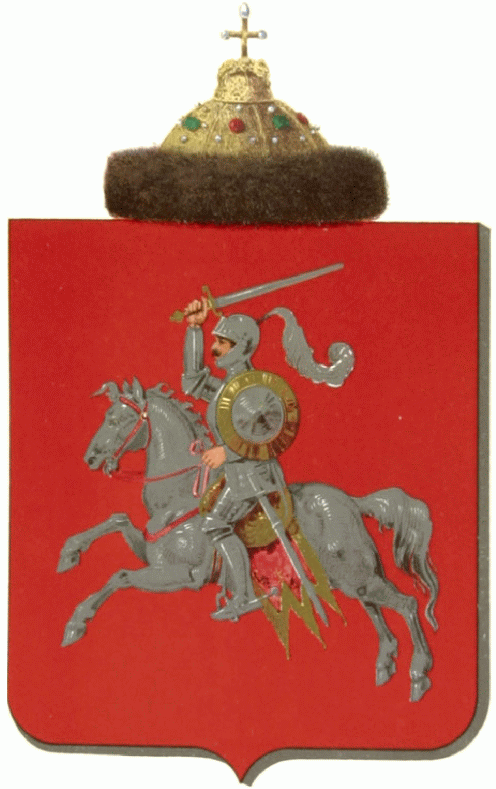
Escudo de armas de los príncipes de Vítebsk en el Imperio ruso. 1882

El Pahonia como aparecía en 1991, tras la caída de la URSS y la independencia de Bielorrusia.

Hasta que se reemplazó en referéndum en 1995, la República de Bielorrusia usó el escudo de armas tradicional de la región, conocido como Pahonia. Comúnmente traducido como la Persecución, el Pahonia muestra un caballero con armadura sobre un caballo blanco (plateado) sujetando una espada plateada con su mano derecha por encima de su cabeza. El caballero a la carga lleva un escudo de plata con una cruz patriarcal amarilla, en su brazo izquierdo.
El Pahonia se usó como un escudo de armas oficial en el territorio actual de Bielorrusia en varias ocasiones, siendo el primero usado en 1366 como el escudo de armas del Gran Ducado de Lituania, además de como el escudo de armas personal de Algirdas, el Gran Duque de Lituania. El escudo de armas se continuó usando hasta que Bielorrusia y Lituania fueron incorporadas al Imperio ruso en 1795, aunque el escudo de armas fue incorporado en el escudo de armas zarista. La idea de volver al símbolo nacional histórico fue propuesta por el poeta bielorruso Maksim Bahdanovič en su poema "Pahonia". El escudo de armas se usó de nuevo en 1918, cuando la efímera República Popular Bielorrusa lo usó como parte de su emblema. Más recientemente, el Pahonia fue el escudo de armas oficial a partir de 1991, cuando Bielorrusia se declaró independiente de la Unión Soviética. Desde que se adoptó como el emblema oficial de Bielorrusia, determinados grupos de la oposición como el Frente Popular Bielorruso han usado el Pahonia como parte de sus propios símbolos partidarios o como una forma de protesta contra el gobierno del presidente bielorruso Aleksandr Lukashenko.

Escudo de armas en el pasaporte de la República Popular Bielorrusa. 1918
Elemento del sello de la RPB. 1918
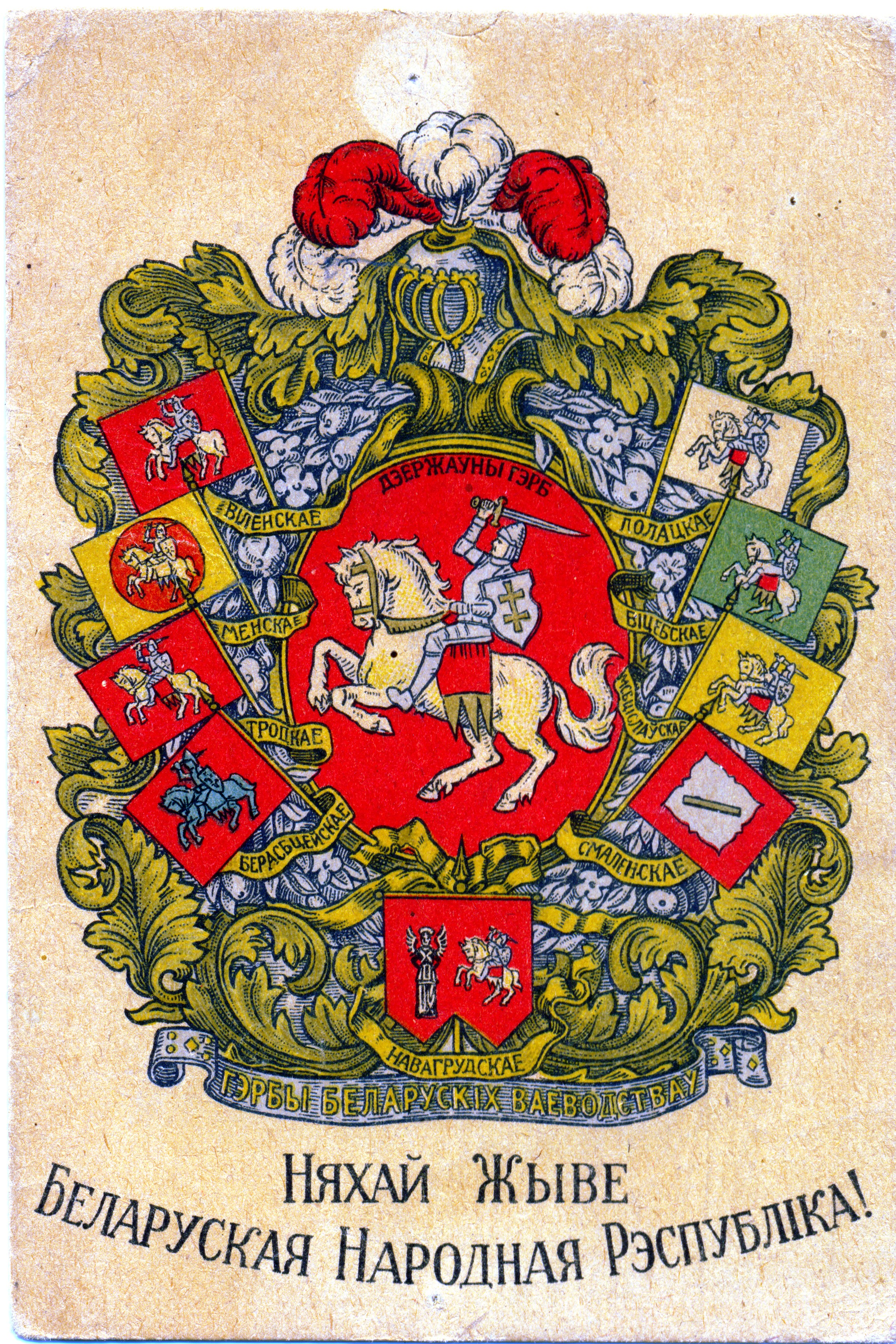
Postal de la época de la RPB
El elemento central del escudo de armas del dibujo de la época de la RPB

### RSS de Bielorrusia
Desde 1920 y hasta la independencia en 1991 la RSS de Bielorrusia usó un emblema en vez de un escudo de armas, como en la actualidad. El primer emblema usado por la Bielorrusia soviética fue adoptado en 1919 y es similar a la insignia contemporánea de las repúblicas de Rusia y Ucrania. La parte central del emblema es un escudo rojo estilizado, que muestra un sol naciente dorado en la base. Encima del sol hay una hoz y un martillo dorados cruzándose, simbolizando la unidad entre los trabajadores y los campesinos. Encima de la hoz y el martillo se muestran las letras Б.С.С.Р. en negro, indicando el nombre de la república. БССР (BSSR) es una abreviatura del nombre completo de la República: "Беларуская Савецкая Сацыялістычная Рэспубліка", la República Socialista Soviética de Bielorrusia. El escudo está enmarcado por espigas de trigo que se encuentran en su base y muestra una cinta roja inscrita en negro con el lema estatal de la Unión Soviética: "¡Proletarios de todos los países, uníos!" El texto está escrito en bielorruso.
En 1937 este emblema fue reemplazado por uno nuevo, eliminando el escudo e incluyendo más texto. La parte derecha del emblema presenta hojas de roble y la izquierda presenta espigas de trigo con tréboles en la parte superior. En el centro del emblema, un sol nace detrás de un perfil de la Tierra. Un martillo, una hoz y una estrella roja aparecen sobre el sol. Alrededor de las espigas de trigo y las hojas de roble hay una cinta roja, que muestra la frase "¡Proletarios de todos los países, uníos!" escrita (de izquierda a derecha) en bielorruso, yidis, polaco y ruso. Las iniciales Б.С.С.Р se muestran en su base indicando el nombre de la República. Diez años antes, en 1927, el escudo de armas era el mismo excepto por la formulación del texto en la parte inferior de la cinta. En lugar de leerse las letras БССР, se leen las letras "С.С.Р.Б." que son las iniciales de la República Socialista Soviética de Bielorrusia.
Este emblema fue a su vez reemplazado por otro nuevo en 1950. La característica central de este símbolo es una hoz y un martillo cruzados. Debajo de este símbolo, se muestra un sol naciente detrás de un globo. La insignia está enmarcada por espigas de trigo, con cada espiga acabando en flores; tréboles a la izquierda y lino a la derecha. Una cinta roja envuelve las espigas de trigo, recuerdo de la bandera roja usada por el movimiento comunista. La base del emblema muestra las letras БССР. La cinta presenta la frase ¡Proletarios de todos los países, uníos!, en la parte izquierda inscrita en bielorruso, y en la parte derecha en ruso. La estrella roja del socialismo se muestra encima del martillo y la hoz. La versión de 1950 fue diseñada por I. I. Dubasov, un Artista Popular de la URSS.

Emblema de 1920.
Emblema de 1927.
Emblema de 1937.
Emblema de 1958.
Emblema de 1981-1991.

### Referéndum de 1995
El 14 de mayo de 1995 se llevó a cabo un referéndum en todas las regiones de Bielorrusia. De las cuatro preguntas, una era la siguiente: "¿Apoya usted la introducción de los nuevos símbolos nacionales?" Con una participación de 64,7%, los nuevos símbolos estatales fueron aprobados por un ratio de 3:1 (75,1% a 24,9%). La manera cómo se llevó a cabo el referéndum fue altamente criticada por la oposición, incluyendo la formulación del texto exacto de la pregunta sobre la insignia nacional. Como más de una tercera parte de todos los posibles votantes no participaron en este referéndum, solo el 48,6% del electorado total aprobó positivamente el nuevo emblema. Este número ha sido citado por algunos, criticando que una mayoría del electorado no ha aprobado la nueva insignia. Los partidarios de la Pahonia también critican que la Pahonia y la antigua bandera blanca-roja-blanca fueron comparados con símbolos nazi en los preliminares de la votación. La comparación fue hecha debido a que tanto la bandera blanca, roja, blanca como el Pahonia fueron usados en los parches y símbolos del Consejo Central Bielorruso, el gobierno títere formado por nacionalistas bielorrusos bajo el control de la Alemania nazi. Lukashenko afirmó la selección de los símbolos inspirados en los soviéticos como una victoria, especialmente en su base veterana de la Segunda Guerra Mundial, diciendo '"os hemos devuelto la bandera del país por el que luchasteis. Os hemos devuelto tanto la memoria y un sentido del orgullo humano".